# Catherine Hicks
Catherine Mary Hicks (Nova Iorque, 06 de agosto de 1951) é uma atriz de cinema, televisão e cantora norte-americana. Ela é mais conhecida pelo seu papel como Annie Camden na série 7th Heaven.

## Biografia
Hicks nasceu em Nova Iorque, é filha de Jackie, uma dona de casa, e Hicks Walter, um vendedor de produtos eletrónicos. Ela tem ascendência irlandesa e inglesa. A sua família mudou-se para Scottsdale, Arizona, durante a sua infância.
Foi líder de torcida na Gerard Catholic High School, em Phoenix, Arizona, e foi membro da National Honor Societ (NHS).

## Filmografia
| Ano       | Título                                  | Personagem          |
| --------- | --------------------------------------- | ------------------- |
| 1976–1978 | Ryan's Hope                             | Dr. Faith Coleridge |
| 1979      | Love for Rent                           | Annie               |
| 1979–1980 | Bad News Bears                          | Dr. Emily Rappant   |
| 1980      | To Race the Wind                        | Beth                |
| 1980      | Marilyn: The Untold Story               | Marilyn Monroe      |
| 1981      | Jacqueline Susann's Valley of the Dolls | Ann Welles          |
| 1982–1983 | Tucker's Witch                          | Amanda Tucker       |
| 1983      | Happy Endings                           | Lisa Sage           |
| 1986      | Star Trek IV                            | Dra Gillian         |
| 1987      | Laguna Heat                             | Jane Algernon       |
| 1989      | Spy                                     | Angela Berk         |
| 1990      | Running Against Time                    | Laura Whittaker     |
| 1991      | Hi Honey – I'm Dead                     | Carol Stadler       |
| 1992      | Up to No Good                           | Allison Ploutzer    |
| 1994      | Diagnosis: Murder                       | Lauren Ridgeway     |
| 1994      | Winnetka Road                           | Jeannie Barker      |
| 1995      | Redwood Curtain                         | Julia Riordan       |
| 1995      | Burke's Law                             | Pamela Crawford     |
| 1996–2007 | 7th Heaven                              | Annie Camden        |
| 2000      | For All Time                            | Kristen             |
| 2008      | Poison Ivy: The Secret Society          | Elisabeth           |
| 2009      | Pushed                                  | Dr. Rosen           |
| 2009      | Stranger with My Face                   | Shelley Stratton    |
| 2010      | Elf Sparkle and the Special Red Dress   | Snowdorable (voice) |
| 2011      | Boderline Murder                        | Jean                |
| 2011      | Game Time: Tackling the Past            | Anna Walker         |
| 2011      | A Christmas Wedding Tail                | Ellen               |
| 2012      | Shadow of Fear                          | Annette Bramble     |
| 2012      | A Christmas Wedding Date                | Shirley             |

| Ano  | Título                                 | Personagem                       |
| ---- | -------------------------------------- | -------------------------------- |
| 1982 | Death Valley                           | Sally                            |
| 1983 | Better Late Than Never                 | Sable                            |
| 1984 | Garbo Talks                            | Jane Mortimer                    |
| 1984 | The Razor's Edge                       | Isabel Bradley                   |
| 1985 | Fever Pitch                            | Flo                              |
| 1986 | Peggy Sue Got Married                  | Carol Heath                      |
| 1986 | Star Trek IV: The Voyage Home          | Dr. Gillian Taylor               |
| 1987 | Like Father Like Son                   | Dr. Amy Larkin                   |
| 1988 | Cognac                                 | Ella Frazier                     |
| 1988 | Child's Play                           | Karen Barclay                    |
| 1989 | Souvenir                               | Tina Boyer                       |
| 1989 | She's Out of Control                   | Janet Pearson                    |
| 1991 | Child's Play 3                         | Karen Barclay (arquivo em fotos) |
| 1991 | Liebestraum                            | Mary Parker                      |
| 1995 | Dillinger and Capone                   | Abigail                          |
| 1995 | Animal Room                            | Mrs. Mosk                        |
| 1997 | Turbulence                             | Maggie                           |
| 1997 | Eight Days a Week                      | Ms. Lewis                        |
| 2009 | My Name Is Jerry                       | Dana Holderman                   |
| 2009 | The Truth About Layla                  | Eleanor                          |
| 2010 | The Genesis Code                       | Myra Allitt                      |
| 2011 | Your Love Never Fails                  | Judge Cramer                     |
| 2011 | Ghost Phone: Phone Calls from the Dead | Gertrude                         |
| 2011 | Dorfman in Love                        | Rose                             |
| 2011 | You're a Wolf                          | Mom                              |
| 2013 | Reach                                  | Linda                            |
| 2014 | The Dog Who Saved Easter               | Cressida                         |